# Proje4L
Proje4L het Elgiz Museum van Hedendaagse Kunst (Turks:Elgiz Çağdaş Sanat Müzesi) is een privaat museum in Istanboel, opgericht  door architect en projectontwikkelaar Can Elgiz en zijn echtgenote Sevda Elgiz. Het Proje4L/Elgiz Museum van Hedendaagse Kunst is gevestigd in het zakelijke district Maslak in Istanbul. Het is gratis toegankelijk voor publiek.
Het museum opende in 2001, toen er nog geen non-profit instellingen in Turkije gewijd waren aan hedendaagse kunst. Het museum werd opgericht om de hedendaagse kunst in Turkije te bevorderen. Dit gebeurde door het beschikbaar stellen van ruimte en het ondersteunen van jonge Turkse kunstenaars door internationale projecten. In 2005 kreeg het museum een eigen collectie onder de naam Elgiz Museum of Contemporary Art om de Elgizcollectie te tonen.

## Collectie
De Elgiz collectie bestaat uit werken van invloedrijke Turkse en internationale kunstenaars zoals Ömer Uluç, Fahrelnissa Zeid, Eric Fischl, Günther Förg, Gilbert & George, Azade Köker, Abdurrahman Öztoprak, Doug Aitken, Kezban Arca Batibeki, Bedri Baykam, Tine Benz, Olivier Blanckart, Peter Bonde, Daniele Buetti, Gülsün Karamustafa, Ergin Cavusoglu, Mustafa Kunt, Loris Cecchini, Fausto Gilberti, Roman Lipski, Anne Wölk, Nezaket Ekici, Friederike Feldmann, Tracey Emin, Jan Fabre, Paul Morrison, Ahmet Oran, Lea Asja Pagenkemper, Lisa Ruyter, David Salle, Barbara Kruger, Cindy Sherman, Julian Schnabel, Andy Warhol, Thomas Struth, Markus Oehlen, David Tremlett, Hale Tenger, Peter Halley, Özlem Günyol, Sol Le Witt, Rebecca Horn, Paul McCarthy, Fabian Marcaccio, Won Ju Lim, Iskender Yediler, Johannes Wohnseifer, Jonathan Meese, Sarah Morris, Nan Goldin en Robert Rauschenberg. De eclectische collectie toont grote hedendaagse kunststromingen van de laatste twee decennia met als doel de Turkse kunst wereldwijd te promoten.

## Zalen
De grote zaal is gereserveerd voor selecties uit de Elgizcollectie. Verder zijn er twee projectkamers, een archief zichtbaar vanaf de grote zaal en een conferentieruimte. In de projectkamers wordt jonge Turkse talenten de kans geboden om hun werk te exposeren. In de open archiefruimte kunnen galeriehouders, verzamelaars en kunstliefhebbers de portfolios en contactgegevens van kunstenaars raadplegen.